# Platylister abruptus
Platylister abruptus är en skalbaggsart som först beskrevs av Wilhelm Ferdinand Erichson 1834.  Platylister abruptus ingår i släktet Platylister och familjen stumpbaggar. Inga underarter finns listade i Catalogue of Life.